# Подолин, Юрий Михайлович
Подолин Юрий Михайлович (род. 25 октября 1958, Беларусь) — белорусский художник.

## Начало карьеры
Родился 25 октября 1958 года в Минске. С 1974 по 1978 годы учился в Минском художественном училище им. А. К. Глебова, с 1985 по 1991 годы — в Белорусском театрально-художественном институте (ныне Белорусской академии искусств) на кафедре графики. С 1994 по 1996 годы стажировался в творческих мастерских Академии художеств при Министерстве культуры Республики Беларусь.

## Участие в выставках
С 1986 постоянный участник республиканских и областных выставок в Республике Беларусь. Сотрудничает с галереями Минска, Национальным художественным музеем РБ, Дворцом искусств, Музеем современного изобразительного искусства.  Стажировался в Германии, изучал культуру страны. С 2007 год работает в Академии Искусств. Доцент кафедры монументально-декоративного искусства, отделения реставрации.

## Зарубежные выставки
- 1990 XVII Международная молодёжная выставка, Москва, Россия
- 1990 Академия художеств, Берлин, Германия
- 1994 Частная клиника, Берлин, Германия
- Эстамп-96 (по 12 городам Польши)
- 1996 Выставка белорусских художников, Германия
- «Чернобыль — 10 лет», Берлин, Германия
- Выставка белорусской графики, Дублин, Ирландия
- 1997 Выставка современной белорусской графики. Мурманск, Россия
- 1998 Выставка белорусской графики, Япония
- 1999 Выставка белорусской графики, Эстония
- 2000—2001 Дни культуры Республики Беларусь в Российской федерации, Москва, Россия.

Произведения находятся в следующих собраниях:
- Национальный художественный музей РБ;
- Музей современного изобразительного искусства РБ;
- фонды Белорусского Союза художников РБ;
- фонд Академии художеств РБ;
- Мурманский областной художественный музей, Россия;
- Museum «Zimmerly Art» в г. Нью-Брунсвик, США;
- в частных коллекциях Беларуси, Германии, Польши, Болгарии, Чехии, Швеции, России, Израиля, Ирландия, Нидерландов, Австрии, США, Японии и др.